# 코리나 커프리오리우
코리나 오아나 커프리오리우(루마니아어: Corina Oana Căprioriu, 루마니아어 발음: [koˈrina kəpriˈorju], 1986년 7월 18일~)는 루마니아의 유도 선수이다. 2012년 하계 올림픽에서 여자 하프라이트급 은메달을 획득하였으며, 세계 선수권 대회에서 은메달 1개, 동메달 1개를 획득했다. 

## 개인사
2016년 루마니아의 국가대표 레슬링 선수인 게오르기처 슈테판과 결혼했다.